# Гросбарт, Зигмунт
Зи́гмунт Гро́сбарт [Гро́сбарт Сигизму́нд Ге́рманович] (род. 6 июня 1923, Лодзь, Польша — ум. 6 февраля 2002, Лодзь, Польша) — участник антигитлеровского подполья в годы Великой Отечественной войны на территории Украины, польский переводчик, ученый-славист.

## Биография
Родился 6 июня 1923 года в Лодзи. Отец – Герш-Нахман (Герман) Гросбарт, управляющий текстильным производством, мать – Блюма Гросбарт (в девичестве-Безброда). Учился в немецкой гимназии, окончил 9 классов. С начала Второй мировой войны – в Белостоке, затем – на территории Украинской ССР. В 1941 году работал учителем немецкого языка в городе Тальное Черкасской области. Скрывая еврейскую национальность, поменял букву «b» на «h» в своей фамилии, став по документам фольксдойче с немецкой фамилией Гросхарт. С начала осени 1941 года – в составе подпольной группы Кузьмы Гриба, по заданию которой устроился переводчиком в магистрат Тального. Принимал участие в спасении советских военнопленных, находившихся на территории совхоза «Левада» Тальновского района.
С начала 1942 года принят в качестве секретаря-переводчика к гебитскомиссару Уманщины Вильгельму Петерсону. В том числе работал на телефонном узле, отвечая за связь с районами и генеральным комиссариатом в Киеве. В Умани снабжал подпольную группу Андрея Романщака похищенными из гебитскомиссариата бланками пропусков и других документов. Зигмунт Гросбарт передавал подпольщикам списки неугодных оккупантам лиц, предупреждал население об очередных отправках на каторжные работы в Германию и проведении антипартизанских акций, уничтожал доносы на мирных граждан.
В марте 1943 года сорвал отправку телеграмм на имя генерального комиссара округа Киев в Рейхскомиссариате Украина Вальдемара Магуния о срочной посылке в Умань военного подкрепления для борьбы с партизанами. С 19 марта 1943 по март 1944 года – в бегах, скрывался при помощи партизан отряда Кузьмы Гриба в деревнях Уманского района. По некоторым данным, после освобождения Украины советскими войсками, был арестован по подозрению в антисоветской деятельности, но вскоре вышел на свободу.
В 1953 году окончил заочное отделение филологического факультета Одесского государственного университета. В 1957 году репатриировался в Польшу. Защитил в 1967 году кандидатскую диссертацию на соискание степени доктора философии, с 1984 года – хабилитированный доктор. Президент Лодзинского отделения Польской ассоциации русских исследований, с 1990 года –вице-президент Ассоциации польских переводчиков, член Польской ассоциации украиноведов.
Занимался  вопросами перевода художественных произведений и теорией перевода. Переводчик произведений Адама Мицкевича на русский и украинский языки, автор многочисленных монографий и статей.
Умер 6 февраля 2002 года.

## Основные работы
- Socjalno-Rewolucyjna Partia "Proletariat." (Poland), Zygmunt GROSBART, and Paweł Korzec. 1963.
- Wielki "Proletariat" w okręgu łódzkim. Teksty źródłowe. Zebrał i opracował Paweł Korzec. (Tłumaczył Zygmunt Grosbart.) [With facsimiles.].
- Grosbart, Zygmunt. 1964. Tradycja puszkinowska w tłumaczeniach poezji Mickiewicza na język rosyjski. Łódź: Uniwersytet Łódzki.
- Grosbart, Zygmunt. 1968. Reymont w Rosji. Łódź: Łódzkie Towarzystwo Naukowe.
- Grosbart, Zygmunt. 1972. "Czastuszka" jako zjawisko z pogranicza folkloru i literatury: (próba syntezy). Warszawa: Państwowe Wydawnictwo Naukowe.
- Grosbart, Zygmunt. 1984. Teoretyczne problemy przekładu literackiego w ramach języków bliskopokrewnych: (na materiale języka polskiego i języków wschodniosłowiańskich). Łódź: Uniwersytet Łódzki.
- Bednarczyk, Anna, and Zygmunt Grosbart. 1992. Polskie tłumaczenia piosenek autorskich Włodzimierza Wysockiego: problematyka przekładu poezji śpiewanej. T. 1 T. 1.
- Dzika, Urszula, and Zygmunt Grosbart. 1998. Współczesne tłumaczenia psalmów ufności w Jahwe na język polski i rosyjski: z zagadnień przekładu liryki biblijnej.
- Grosbart, Zygmunt. 1998. ""Evrej" i "žid": ètnolingvističeskie refleksii". Studia Rossica Posnaniensia. 73-78. Grosbart, Zygmunt. 1999. Krytyka przekładu w systemie wiedzy o literaturze.
- Grosbart, Zygmunt. 1999. "Błąd i manipulacja w sztuce przekładu". Prace Komisji Filologicznej / Poznańskie Towarzystwo Przyjaciół Nauk. 83-90.
- Grosbart, Zygmunt. 2001. Z problematyki wielojęzyczności na ziemiach polskich i ukraińskich w XIX-XX w. Olsztyn: Uniwersytet Warmińsko-Mazurski.